# Ultraviolet (musikalbum)
Ultraviolet är det amerikansk-kanadensiska metalcore-bandet Misery Signals femte och sista studioalbum, utgivet i augusti 2020 på Basick Records.
Ultraviolet var också bandets andra album med återvändande sångaren Jesse Zaraska, samt rytmgitarristen Stu Ross. Greg Thomas, som tillfälligt ersatt den senare, producerade skivan tillsammans med Devin Townsend.
Musikvideor spelades in till "The Tempest" och "River King".

## Låtlista
1. "The Tempest" – 3:44
2. "Sunlifter" – 4:00
3. "River King" – 5:01
4. "Through Vales of Blue Fire" – 2:05
5. "Old Ghosts" – 3:38
6. "The Fall" – 4:42
7. "Redemption Key" – 2:33
8. "Cascade Locks" – 3:50
9. "Some Dreams" – 4:32

## Medverkande
Musiker
- Jesse Zaraska – sång
- Ryan Morgan – gitarr
- Stu Ross – gitarr
- Kyle Johnson – basgitarr
- Branden Morgan – trummor

Bidragande musiker
- Bill Crook – bakgrundssång
- Cam Kroetsch – bakgrundssång
- Devin Townsend – bakgrundssång
- Jeff Radomsky – bakgrundssång
- Levi Zaraska – bakgrundssång
- Mackenzie LaHaye – bakgrundssång

Produktion
- Greg Thomas – producent, mixning
- Chris Teti – mixning
- Devin Townsend – producent
- Kris Crummett – mastering
- Justin Khan – inspelningstekniker
- Phil Pluskota – inspelningstekniker
- Sam Octigan – albumkonst

## Inspelningsinformation
Inspelningsstudior:
- Studio Litho, Seattle, Washington
- The Tonic Room, Boise, Idaho
- Greenhouse Studio Inc., Vancouver, BC